# Гадельшино
Гаде́льшино (рос. Гадельшино, башк. Ғәҙелша) — присілок у складі Учалинського району Башкортостану, Росія.
Населення — 16 осіб (2010; 9 в 2002).
Національний склад:
- башкири — 100%